# Tomomi Itano
Tomomi Itano (板野友美, Itano Tomomi, Yokohama, 3 de julho de 1991) é uma cantora, compositora, dançarina, modelo, atriz e produtora japonesa. Ela é uma ex-integrante do grupo feminino ídolo japonês AKB48. Em 2011 ela estreou solo com um single intitulado "Dear J", que foi seguido no mesmo ano por "Fui ni" (número 1 no Japão), e mais tarde por "10nen Go no Kimi e" (2012) e "1%" (2013).

## Biografia

### 2005–2013: Início de carreira e AKB48
Em 2005, Itano se juntou ao grupo de ídolos japoneses AKB48  como parte do primeiro time, o Time A. Ela também foi modelo para a revista de moda feminina Cawaii! E lançou seu primeiro livro de fotos intitulado T.O.M.O.row em abril de 2009. No início de 2010, ela interpretou Shibuya no drama da TV Tóquio, Majisuka Gakuen. Ela desempenhou um papel recorrente em Kamen Rider W como Queen, ao lado da colega de grupo, Tomomi Kasai, até o drama terminar no final de 2010. Juntos, elas formaram a subunidade Queen & Elizabeth. Nas eleições gerais de AKB48 em 2010, ela ficou em quarto lugar geral.

### 2010-2013: Singles Solo e Majisuka Gakuen 2
Itano lançou seu primeiro single, "Dear J", em 26 de janeiro de 2011. Alcançou o número 1 no ranking diário da Oricon e o número 2 no ranking semanal da Oricon, vendendo 204.981 cópias. Em abril, ela reprisou seu papel como Shibuya em Majisuka Gakuen 2. Seu primeiro single digital "Wanna Be Now" alcançou o número 2 nas paradas diárias da Recochoku e o número 6. nas paradas semanais. Ela ficou em oitavo lugar geral nas eleições gerais do AKB48 em 2011, realizadas em junho. Seu segundo single, "Fui ni", foi lançado em 13 de julho e vendeu 90.103 cópias e alcançou o número um na parada semanal da Oricon.
Em 2012, Itano foi citada como a "rainha dos comerciais de TV" por ter mais contratos com empresas do que qualquer outro talento feminino (embora sua contagem de 20 tenha sido tecnicamente um empate com os da colega Mariko Shinoda).

### 2013: Graduação do AKB48 e novos começos
Em 1 de fevereiro de 2013, durante uma saudação de palco do AKB48, Itano anunciou que estava deixando o grupo. Ela lançou seu quarto single solo, "1%", em 12 de junho. A faixa-título foi usada em comerciais de televisão para Samantha Vega. O videoclipe foi filmado em Nova Iorque e inclui uma aparição da atriz e modelo americana Taylor Momsen. Itano teve sua cerimônia de "formatura" de despedida no Tokyo Dome em 25 de agosto e uma performance de acompanhamento em 27 de agosto no Teatro AKB48; a performance foi transmitida ao vivo pela Nico Nico Namahousou. Sua música de graduação é "Saigo no Door", que foi lançada como lado B em uma das edições do single "Koisuru Fortune Cookie".

### 2014 – presente: Carreira solo de sucesso
Em uma entrevista ao site de entretenimento japonês Nihongogo, Itano compartilhou seus pensamentos sobre a transição para um artista solo "Em um grupo, você atua como uma unidade, com cada membro desempenhando um certo papel de personagem, no entanto, como artista solo, você deve ser capaz de interpretar tudo. os papéis de uma vez. Você tem que assumir o papel de ser legal, sexy e fofo e, embora seja definitivamente um desafio, é algo que tenho que me esforçar para alcançar. " Em julho de 2014, Tomomi Itano fez sua estréia nos Estados Unidos na Union Square, em São Francisco, para o J-POP Summit Festival 2014.
Em 4 de abril de 2015, estreou o programa de rádio “Itano Tomomi no Uta Onna (jiyo) - Girl's Music Channel” na Tokyo FM.. Tomomi Itano assumiu o papel principal de uma estudante estrangeira japonesa que mora na China, ao lado do cantor e ator de Taiwan, Dino Lee no filme de romance chinês Raincoat, conforme revelado em uma entrevista coletiva em que a dupla concedeu em 29 de setembro de 2015. O período de filmagem de dois meses para o filme ocorreu em Xangai e Tóquio simultaneamente. Ao ser indagada sobre os desafios em atuar no exterior tendo uma língua que não seja a sua materna, Itano afirma:
| “ | "Inicialmente, me senti desconfortável, pois todo mundo aqui estava falando em mandarim e sou a única aqui falando japonês, mas as pessoas ao meu redor são muito calorosas e amigáveis, incluindo Lee, e eu gradualmente relaxei." | ” |

O lançamento do filme estreou em três países na primavera de 2016, juntamente com o seu primeiro filme de terror, intitulado Nozokime.
Em 11 de março de 2017, fez uma participação especial no 6º Festival de Fukutama. Em 24 de junho, participou da cerimônia de abertura dos jogos americanos do Belco Thanks Match 2017 "Nippon Ham x Rakuten" que foi realizada no Sapporo Dome. Em 25 de agosto, foi lançado o livro de fotos "Release" pela Kodansha. Em 28 de fevereiro de 2018, o 10º single "Just as I Am" foi lançado. Em 12 de maio, ela completou a primeira turnê ao vivo em todo o país "Tomomi Itano LIVE TOUR 2018 - Just as I am" no Akasaka Blitz e passou pelas cidades de Sendai, Nagoya, Osaka, Fukuoka, terminando em Tóquio. Em 17 de junho, participou da estreia mundial do filme Imagination Game, estrelado por Masami Hisamoto e com participação de Itano, na "Semana de cinema japonês de Xangai" no 21º Festival Internacional de Cinema de Xangai. Em 28 de outubro, ela ganhou o 3º Gold Crane Award no Festival de Cinema de Tóquio e China.
Em 5 de julho de 2019, ela apareceu no filme Diner. Em 6 de julho, estrelando com Masahiro Komoto o drama especial da TV Osaka, Love of Naniwa. Apareceu no filme Prison 13 em 30 de agosto. Em 16 de outubro, o mini-álbum Loca foi lançado. Em 15 de dezembro, a T Tour foi concluído no Kokumin Kyosai Coop Hall/Space Zero de Shibuya.

## Discografia
- Swag (2014)[24]
- Get Ready (2016)[25]
- Loca (2019)[26][27]

## Filmografia

### Cinema
| Ano  | Título                                                            | Personagem    | Notas |
| ---- | ----------------------------------------------------------------- | ------------- | ----- |
| 2007 | Densen Uta                                                        | —             |       |
| 2008 | Love Center                                                       | —             |       |
| 2009 | Kamen Rider × Kamen Rider W & Decade: Movie War 2010              | Queen         |       |
| 2010 | Kamen Rider W Forever: A to Z/The Gaia Memories of Fate           | Queen         |       |
| 2010 | Kamen Rider × Kamen Rider OOO & W Featuring Skull: Movie War Core | Queen         |       |
| 2013 | Bad Boys J: Saigo ni Mamoru Mono                                  | Kaori Nakai   |       |
| 2015 | The Virgin Psychics                                               | Eri           |       |
| 2016 | Nozokime                                                          | Ayano Mishima |       |
| 2016 | Raincoat                                                          | —             |       |
| 2018 | The Brand New Legend of the Stardust Brothers                     | —             |       |
| 2018 | Imagination Game                                                  | Aoi Ikeuchi   |       |
| 2019 | Diner                                                             | —             |       |
| 2019 | Prison 13                                                         | Yuma          |       |
| 2019 | Katsu Fūtarō!!                                                    | —             |       |

### Vídeoclipes
| Ano  | Canção                   | Artista |
| ---- | ------------------------ | ------- |
| 2009 | "I Love You ga Ienakute" | May's   |

### Comerciais
- Ito Yokado[29][30]
- Samantha Thavasa[31]
- Emobile[32]
- Goo

## Turnês
- Swag Tour (2014-15)[33]
- 000 Asia Tour (2016-17)[34]
- Just as I am Tour (2018)
- T Tour (2019)[35]